# بديع خيري
بديع عمر خيري (17 أغسطس 1893 - 1966)، مؤلف مسرحي مصري. اشتهر بتقديم الكثير من الأعمال المسرحية مع نجيب الريحاني في فترة العشرينيات والثلاثينيات من القرن العشرين. يعد بديع خيري أحد أبرز كتاب المسرح المصري في القرن العشرين، وأول من كتب للسينما المصرية، كان خيري فنانًا متعدد المواهب، فكان زجالاً وكاتبًا مسرحيًا، وممثلاً وملحناً، وشكل بديع خيري مع نجيب الريحاني أهم ثنائي مسرحي في الثلاثينيات والأربعينيات من القرن العشرين.
بدأ بديع خيري بكتابة المونولوج ثم كتابة المسرحيات فكانت أول مسرحياته هي «أما حتة ورطة» ثم تعرف على نجيب الريحاني عام 1918م وكان أول اشتراك لهما رواية «علي كيفك»، بينما كانت آخر أعمالهما معًا فيلم «غزل البنات». كتب بديع خيرى أيضًا أوبريتات منها أوبريت «العشرة الطيبة». وسافر بديع خيرى ونجيب الريحاني إلى الشام واكتشفا بديعة مصابني.

## نشأته
ولد في حي المغربلين أحد أشهر الأحياء الشعبية بالقاهرة، ودخل الكتاب وحفظ القرأن وكتب الزجل في سن مبكر من عمره ثم أنهى دراسته بإحدى المدارس الأميرية بالحي. عندما تخرج عام 1905م في معهد المعلمين، عُيّن مدرسًا للجغرافيا واللغة الإنجليزية. كتب خيري أول قصيدة له في عمر الثالثة عشرة، وكانت باللغة العامية، وكتبها تحت اسم مستعار اختاره لنفسه هو «ابن النيل»، واستمر خيري في كتابة القصائد بعدها في صحف «الأفكار» و«المؤيد» و«الوطن» و«مصر». عمل في أول حياته بهيئة التليفونات المصرية، لإجادته العربية والإنجليزية، وذلك بعد تخرجه من «مدرسة المعلمين العليا». كان خيري يريد أن يكون ممثلًا ولكنه لم ينجح في اختبارات الأداء، فأسس فرقة اسمها «المصري للتمثيل العصري».

## مسيرته
بدأ خيري في كتابة المونولوج، ثم أخذه اتجه للمسرح، فقرر البدء بكتابة المسرحيات، وقدم أولى مسرحياته تحت عنوان «أما حتة ورطة». انضم خيري إلى جمعية التمثيل العصري، التي كانت تقام فيها الندوات حول المسرح الفرنسي، وفى عام 1912م تعرف على سيد درويش، ثم بدأ في تأسيس فن الأوبريت الراقص في مصر، وكان أول عمل من هذا النوع يحمل اسم «الجنيه المصري». وفي عام 1917، قام بتأسيس المسرح الأدبي، بالإضافة لتأليف بعض المسرحيات لفرقة عكاشة، ثم بدأ في الكتابة للسينما المصرية، فكان أول من كتب لها، سواء في السينما الصامتة أو الناطقة، من خلال تأليفه للحوار والقصة والأغاني. كان أول أفلامه الصامتة هو «المندوبان»، بينما كانت أبرز بداياته في السينما الناطقة في أفلام «العزيمة» و«انتصار الشباب».
في عام 1918م، قبل شهور من قيام ثورة 1919، التقى لأول مرة مع صديقه نجيب الريحاني، حيث كانت أول تجربة فنية جمعتهما في رواية «على كيفك». كتب خيري للسينما الصامتة فيلمه الأول بعنوان «المانجبان» ثم الفيلم الناطق «العزيمة».
كوَن خيري فرقة مسرحية مع سيد درويش في عام 1922م، وأنتجت الفرقة بمسرحية تحت عنوان «الطاحونة الحمراء» من تأليفه، لكنه اضطر إلى العودة لمواصلة مسيرته مع رفيقه الريحاني. بعد عودته من رحلة إلى الشام، قدما معًا أوبريت «الليالي الملاح» في مارس عام 1923م، وأوبريت «الشاطر حسن»، وبعد عودة سعد زغلول وإفراج البريطانيين عنه، قدّم بديع خيري أوبريت «البرنسيس»، وفي عام 1924م عرضت فرقة الريحاني من تأليف بديع خيري أوبريت «أيام العز» و«الفلوس» و«مجلس الأنس» و«لو كنت ملك»، وفي نفس العام كتب خيري مسرحيته التاريخية «محمد علي وفتح السودان»، وحصل بها على الجائزة الثانية من وزارة الأشغال.
سافر نجيب الريحاني وفرقته في جولة فنية إلى البرازيل عام 1924م، فاتجه خيري إلى كتابة المسرحيات للفنان علي الكسار، حيث كتب له مسرحية «الغول»، وبعد إعادة منيرة المهدية تكوين فرقتها، كتب لها خيري أوبريت «الغندورة» الذي عرض في بدايات عام 1925م. أدى نجاح الأوبريت إلى استمرار خيري في الكتابة لها، فكتب لها أوبريت «قمر الزمان»، ثم أوبريتات «حورية هانم» و«الحيلة».

## أسلوبه

### الزجل
وُصف خيري بأنه «صانع ثورة في عالم الزجل»، حيث كتب في القصيدة الواحدة عدة بحور شعرية بدلًا من النظام التقليدي الذي كان سائدًا وهو نظم الرجل على بحر شعري واحد. ويرى حسن درويش في كتابه «بديع خيري، الأزجال البديعية والألحان الريحانية: دراسة فنية سياسية اجتماعية» أن أزجال بديع خيري كانت «تأريخا واقعيا دون تزييف للحقبة الزمنية التي عاصرها بما تخللها من أحداث». كما قال خيري شلبي أن «بديع خيري هو الند الوحيد لبيرم التونسي في كتابة الزجل بنكهة مصرية أصيلة حريقة».

## حياته الشخصية
تزوج خيري من سيدة من خارج الوسط الفني توفيت قبله وأنجب منها أبنائه الثلاثة الأكبر «مبدع» وهو محامي، «نبيل» الأصغر تخرج في معهد السينما، وابنه الثالث «عادل خيري» أصبح ممثلًا.
توفي بديع خيري في 3 فبراير 1966م.

## أعماله
ومن الأعمال السينمائية التي قام بديع خيري بكتابة الحوار بها نذكر على سبيل المثال كل من:

### الأفلام
- امتثال
- بحبح باشا
- سلامة في خير
- دلع البنات
- 30 يوم في السجن
- العائلة الكريمة
- مليش غيرك
- الحب كده
- هدى
- التضحية الكبرى
- ياقوت
- سي عمر
- أبو حلموس
- ليلة الجمعة

- العزيمة.
- الباشمقاول
- أنشودة الراديو
- انتصار الشباب.
- جمال ودلال.
- ما أقدرش.
- ورد الغرام.
- لهاليبو.
- أحمر شفايف

### المسرح
- الدنيا لما تضحك
- الدلوعة
- السكرتير الفني
- إلا خمسة
- حكاية كل يوم
- الشايب لما يدلع
- لو كنت حليوة
- الستات ميعرفوش يكدبوا

## روابط خارجية
- بديع خيري على موقع الدهليز
- بديع خيري على موقع قاعدة بيانات الأفلام العربية
- بديع خيري على موقع ديسكوغز (الإنجليزية)